# Борнонит
Борнотит је сулфо со, односно сулфо антимонит олова и бакра хемијске формуле . Кристалише ромбично генерално у виду плочастих кристала са елементима пинкоида.
Име је добио по француском минералогу, грофу Ж. Л. де Борнону (1751-1825), који га је први идентификовао као посебан минерал. Бурнонит је минерал који се састоји од 42% олова, 13% бакра, 25% антимона и 20% сумпора. Често садржи и мале количине сребра, цинка, гвожђа и арсена. То је примарни минерал, чијим мењањем могу настати секундарни минерали азурит, церузит и малахит. Сјајност му је металична, а чак и најмањи комадић минерала бурнонита је непровидан. Понекад се ломи прилично равно, са ивицама које подсећају на спљашњост шкољке, а прелом може и да буде доста нераван. Бурнонит је мек и тежак минерал са вредношћу од само 2½-3 на Мосовој скали. Приликом загревања лако се топи. Има кратке, призмичне или плочасте кристале.

## Порекло и распрострањеност
Бурнонита има у геолошким структурама званим хидротермалне жиле, које су првобитно формиране на температурама средње висине. Бурнонит се јавља у комбинацији са минералима као што су: галенит, калцит, кварц и самородно сребро.

## Налазишта
Бурнонит је веома распространјен. Његова налазишта су у: Енглеској, САД (Аризони, Арканзасу, Калифорнији, Колораду, Монтани, Невади, Јути), Аустралији, Боливији, Канади, Чилеу, Чешкој, Француској, Србији и у многим другим земљама.